# Praxithea travassosi
Praxithea travassosi là một loài bọ cánh cứng trong họ Cerambycidae.